# نبيل المصاروة
نبيل سليم عيسى المصاروة (31 مارس 1954 في مأدبا) سياسي إردني حاصل على بكالوريوس في العلوم السياسية والإدارة العامة من الجامعة الأردنية، شغل منصب وزير البيئة في حكومة بشر الخصاونة من 12 تشرين الأول 2020 إلى 11 تشرين الأول 2021. كما كان سفيرا للأردن في سويسرا وتشيلي ولبنان.
دخل السلك الدبلوماسي الأردني في العام 1977 ملحقا في وزارة الخارجية وتقلب في مناصب ديبلوماسية عدة كان منها سفيرا للمملكة في سويسرا ثم مديرا للمراسم في وزارة الخارجية الأردنية. عمل نائبا لرئيس البعثة الأردنية في السفارة في بيروت من العام 2000 حتى العام 2003، ويحمل اوسمة عدة.

## المناصب
- سفير الأردن لدى سويسرا.
- سفير الأردن لدى تشيلي.
- سفير الأردن لدى لبنان.

## الأوسـمة
- وسام الاستقلال من الدرجة الأولى.
- وسام الاستقلال من الدرجة الثالثة.
- وسام الصليب الأكبر من درجة فارس من جمهورية تشيلي.
- وسام الأرز من لبنان.